# Jane Margyl
Jeanne Clémence Floriet (de Margileray), dite Jane Margyl, est une mezzo-soprano française née le 17 juillet 1874 à Paris et morte le 12 août 1907 à Deauville.

## Biographie

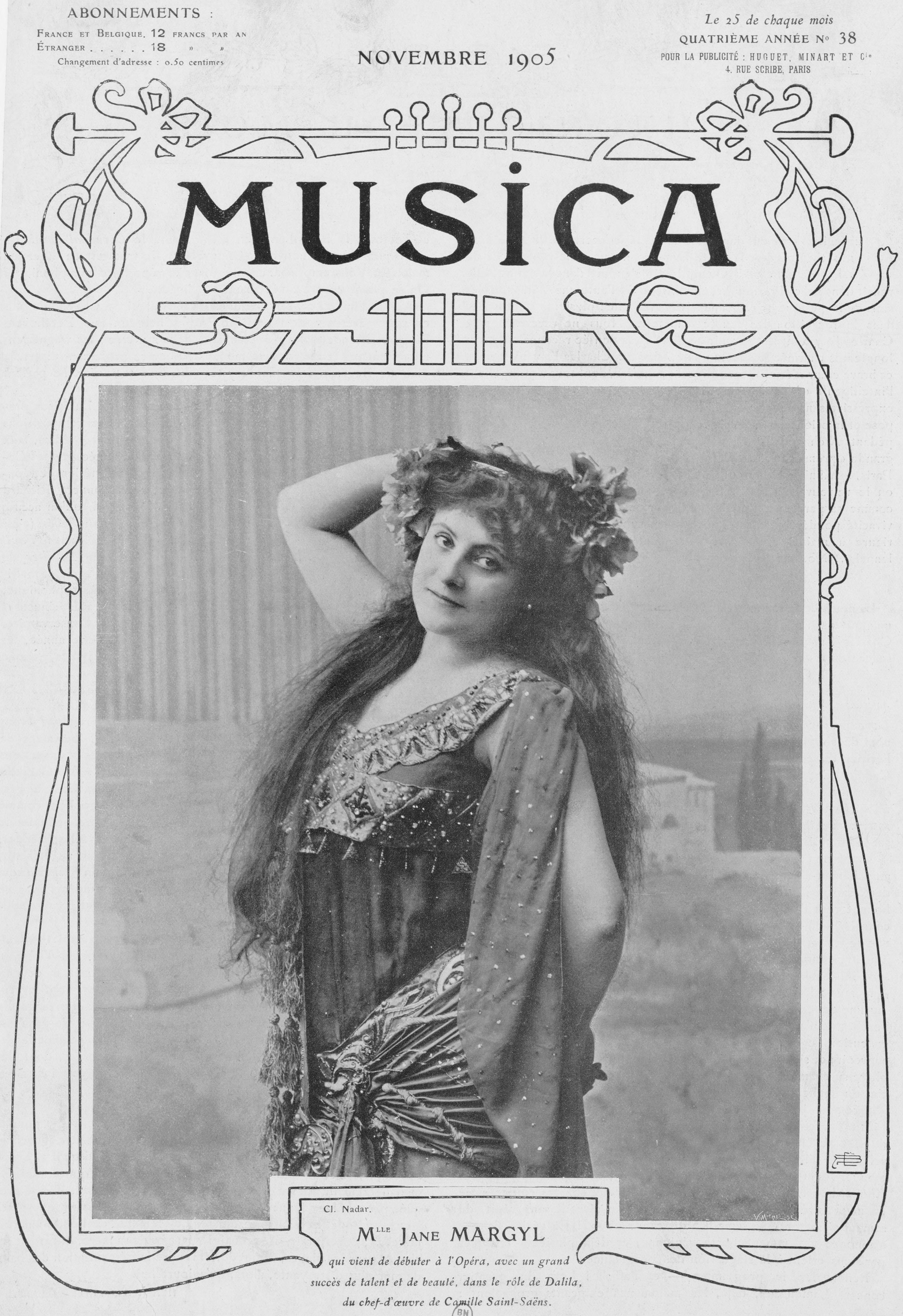
Tract publicitaire montrant Jane Margyl en Dalila, novembre 1905.

Jane Margyl débute comme mime aux Folies-Bergère le 10 février 1897 en y créant Phryné (rôle-titre), ballet-pantomime d’Auguste Germain, musique de Louis Ganne,,. La critique loue autant le talent que la beauté de Margyl, qui joue Phryné plus de 200 fois,. En septembre 1898, elle crée, toujours aux Folies-Bergère, L'Enlèvement des Sabines, ballet-pantomime d'Adrien Vély et Charles Dutreil, musique de Paul Marcelles, avec Odette Valéry, J. Litini et Jane Ducastel. Le 25 janvier 1899, aux côtés de Jane Thylda et d’Odette Valéry, elle y crée aussi La Princesse au sabbat (rôle de la princesse Illys), ballet-pantomime de Jean Lorrain, musique de Louis Ganne,. Dans Poussières de Paris Jean Lorrain décrit Margyl essayant son costume de princesse chez le couturier Landolff. Sa beauté est célébrée dans les cercles artistiques et mondains, mais Margyl, refusant de réduire son talent à sa plasticité, quitte les Folies-Bergère.
Elle entreprend alors des études de chant avec Jules Chevallier, et suit les conseils d’Alexandre Luigini.
Elle fait ses débuts à l’Opéra-Comique le 15 novembre 1902 dans Cavalleria rusticana dans le rôle de Lola, aux côtés d’Emma Calvé. En décembre 1902, elle y tient un petit rôle (la princesse Olympe) dans la création de La Carmélite de Reynaldo Hahn.
Elle reprend ses études de chant et, en décembre 1903, Alexandre Luigini l'appelle à remplacer Lina Pacary dans Hérodiade de Massenet (rôle d’Hérodiade) au Théâtre lyrique de la Gaîté.
Engagée à l’Opéra de Paris le 22 décembre 1904, elle y débute le 22 septembre 1905 dans le rôle de Dalila dans Samson et Dalila de Saint-Saëns et remporte un très grand succès,. Elle fait ses seconds débuts le 16 février 1906 dans Aïda, dans le rôle d’Amnéris. Le 17 décembre 1906, elle aborde le rôle de Fricka dans La Walkyrie.
Entre-temps, le 24 avril 1906, elle crée Le Clown, nouvelle musicale de Victor Capoul, musique d'Isaac de Camondo, aux côtés de Géraldine Farrar, Marguerite Mérentié, Rousselière, Renaud et Delmas,.
Elle succombe à une crise d’appendicite à l’âge de 33 ans. Elle préparait pour l’Opéra les rôles de Fidès (Le Prophète), Ann Boleyn (Henry VIII) et Ortrud (Lohengrin) ; elle avait été réengagée par la direction Messager-Broussan.
Sa voix était comparée à celle de Marie Delna. Elle aurait enregistré des disques.
Jane Margyl est inhumée à Paris au cimetière des Batignolles (statue de François Sicard représentant la musique qui pleure sa perte, sa sœur Marthe a posé comme modèle car elle lui ressemblait beaucoup).

## Famille
Jane Margyl était la sœur de :
- Marthe Floriet (1873-1965), un temps comique excentrique sous le nom de Mlle Floresky ;
- Georgette Floriet (1881-1912), épouse d'Edouard Guillaumet, publiciste et fils du peintre Gustave Achille Guillaumet ; connue au théâtre sous le nom de Georgette Sandri[18] ;
- Blanche Floriet, devenue duchesse Melzi d’Eril di Lodi (1879-1961), mère de la photographe Georgette Chadourne (1899-1983) ;
- George Floriet.

Elle est inhumée à Paris au cimetière des Batignolles (1re division).